# دوشیزه‌ماهی گاریبالدی
دوشیزه‌ماهی گاریبالدی (نام علمی: Hypsypops rubicundus) نام یک گونه از تیره شقایق‌ماهیان است.

## نگارخانه

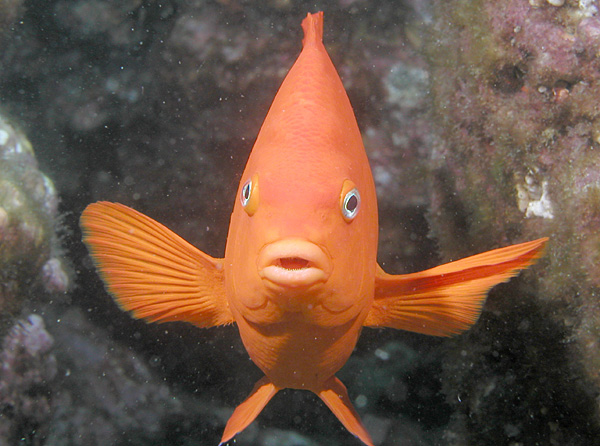
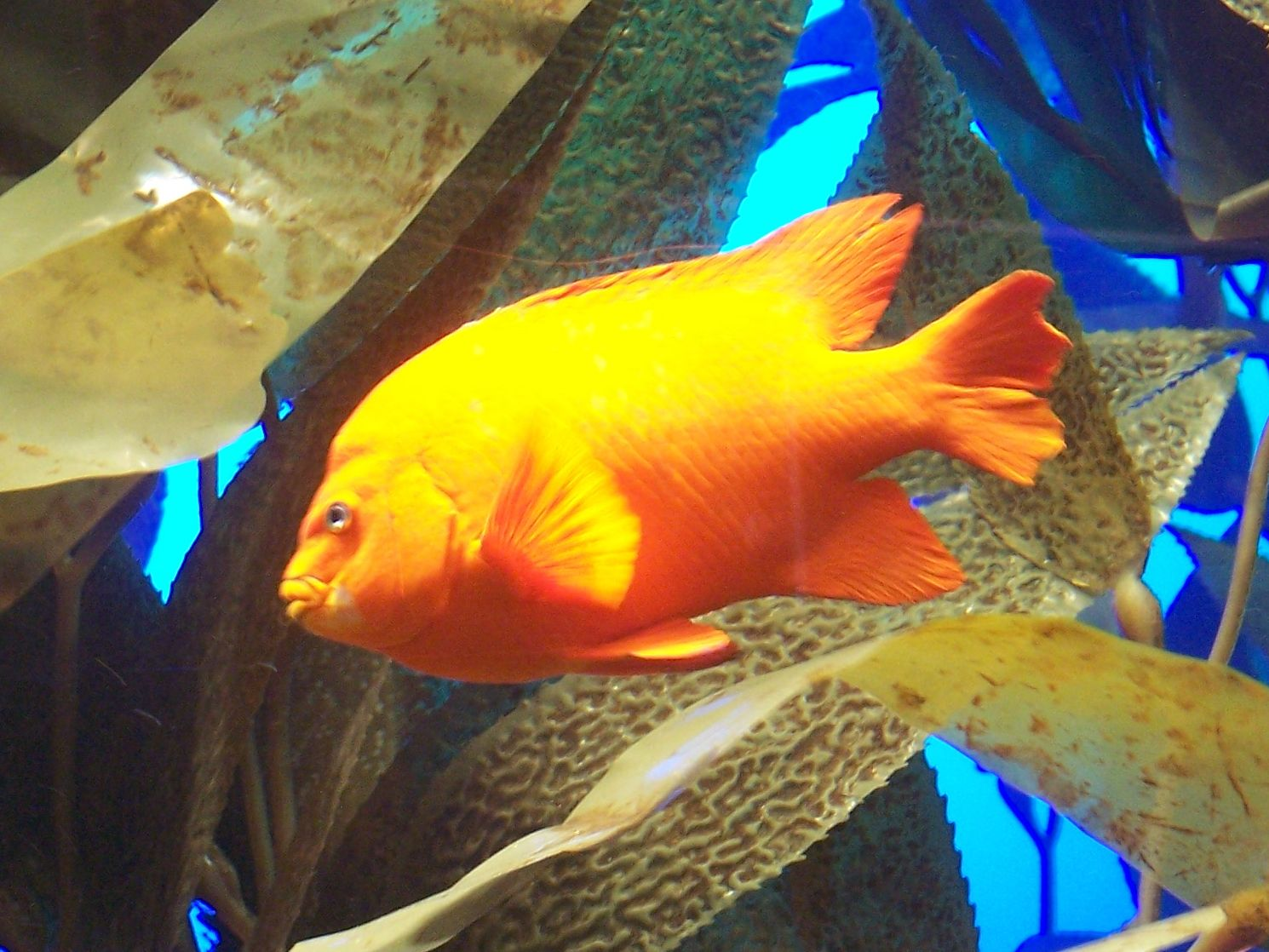
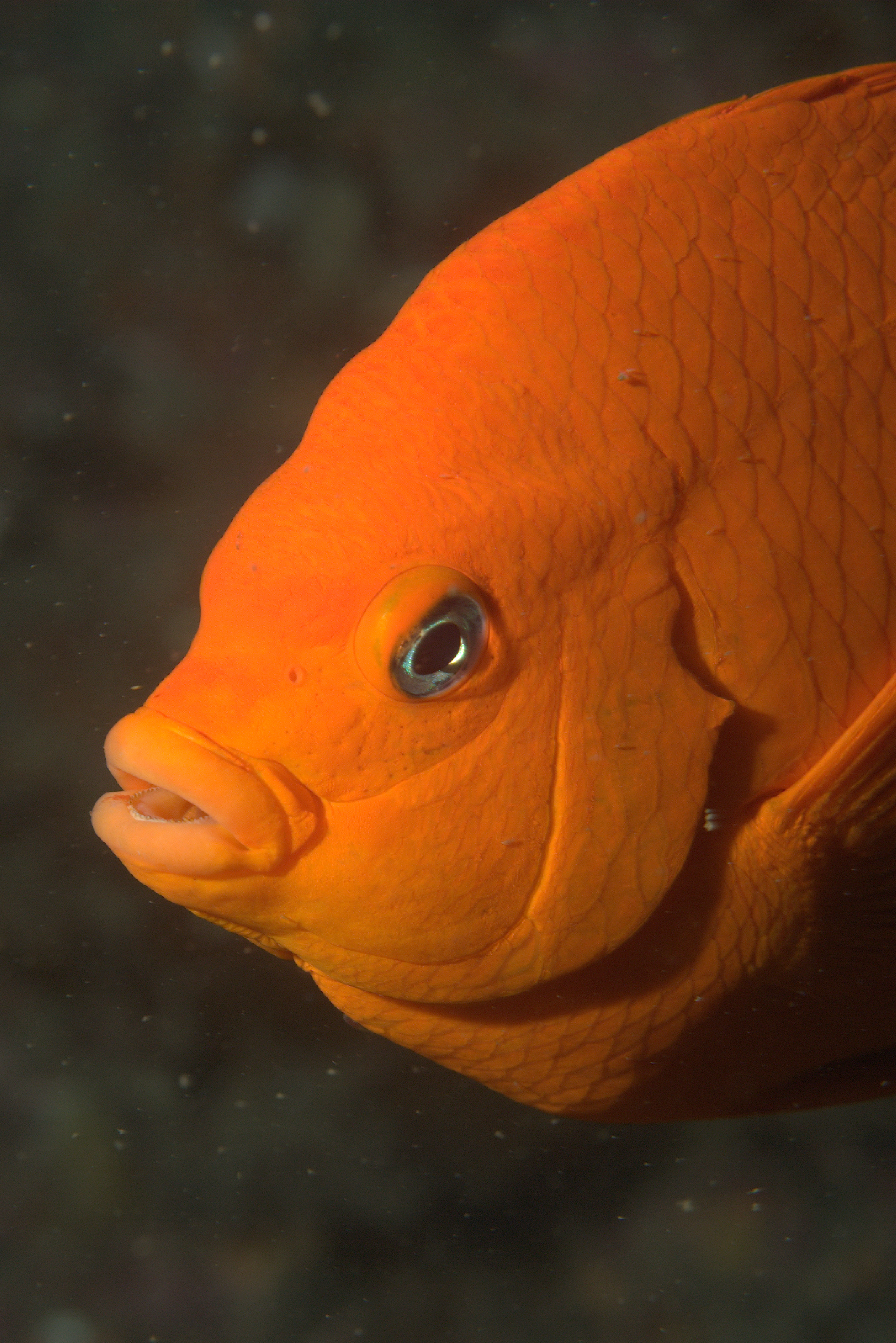